# 라마
라마(스페인어: llama 야마[*], 학명: Lama glama)는 낙타과의 동물이다.

## 개요
같은 라마과 에서도. 라마 (Llama) 와 과나코 (Guanaco) 가 있고, 이들보다 작은 비쿠냐 (Vicuña) 와 알파카 (Alpaca)가 있다. 몸무게는 70-140kg 정도이다. 털이 두껍고 목이 길며 아기 낙타와 유사하게 생겼다. 그러나 등에 혹이 없다. 몸의 색은 검은색·갈색·흰색 또는 이 색들이 섞인 무늬 등 다양하다. 귀는 끝이 뾰족하고 길며, 다리는 가늘고 길다. 발가락은 두 개씩이다.

## 운반수단
남아메리카 안데스산맥에서 화물 운반용으로 쓰이는 가축으로서 해발 5,000m의 고지에서 90kg의 물건을 운반하고 하루에 26km를 걸을 수 있어 원주민에게는 없어서는 안 될 존재이다. 라마는 피곤하거나 짐이 너무 많으면 누워서 움직이지 않는다.

## 생태
라마는 피곤하거나 짐이 너무 많으면 누워서 움직이지 않는다. 라마를 화나게 하거나 공격을 하면, 공격자의 얼굴에 고약한 냄새가 나는 침을 뱉는다. 한 배에 한 마리의 새끼를 낳으며 젖은 한 쌍이다. 작은 무리를 짓고 살며 풀을 먹고 되새김을 한다. 추위에 잘 견디며 풀이나 키가 작은 나무를 먹고, 식물에서 필요한 물을 얻을 수 있어 물을 많이 마실 필요가 없다.
라마의 고기는 식용하며 똥은 말려서 연료로 사용한다. 요즘은 교통기관의 발달로 운반용으로서의 이용가치가 줄어들었다.

## 갤러리

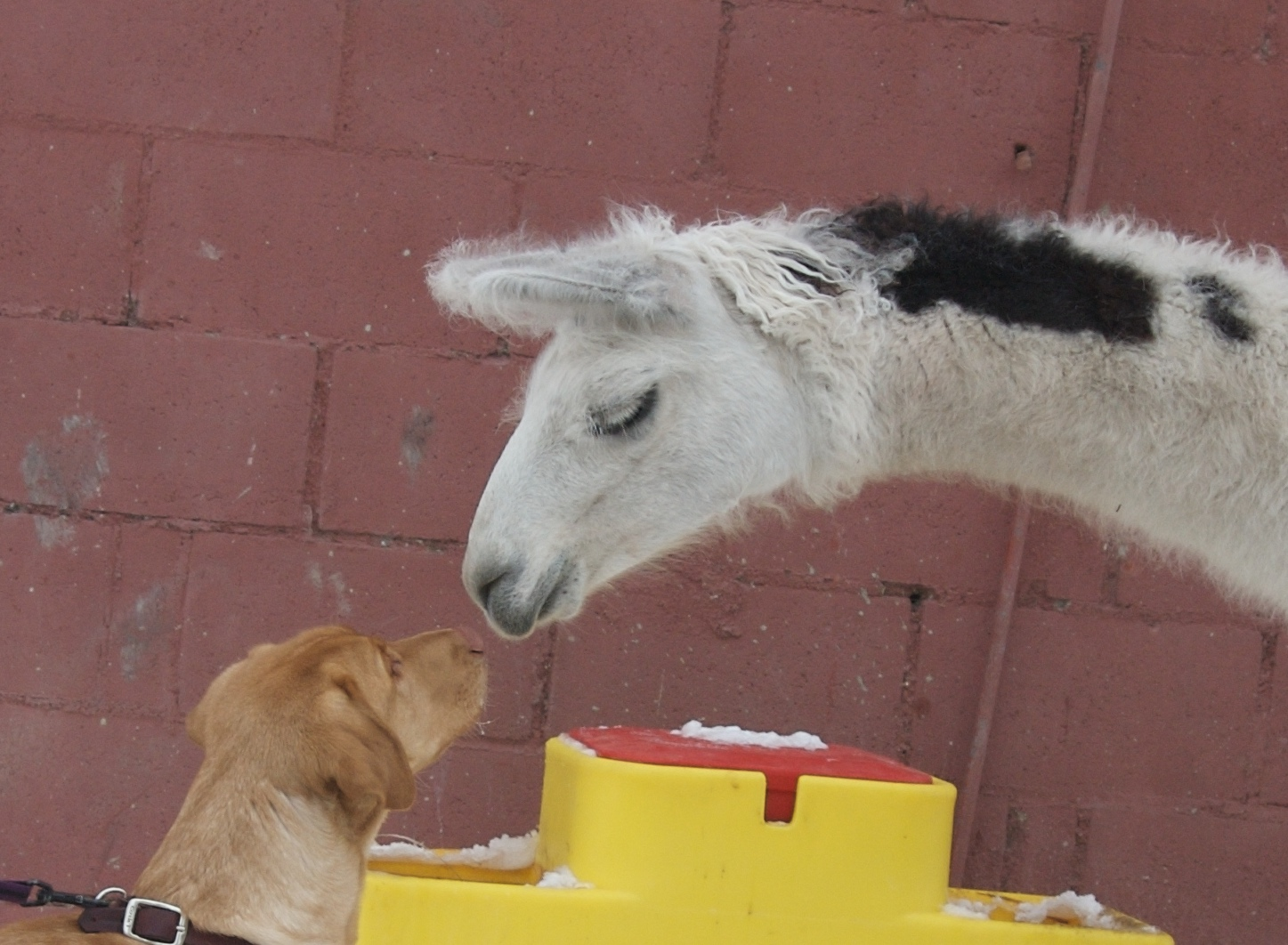
래브라도 리트리버와 라마.

## 같이 보기
- 알파카
- 구아나코
- 라마족
- 잡종낙타